# Fritz Verdenhalven
Fritz Gerhard Verdenhalven (* 3. Juli 1911 in Verden (Aller); † 10. Oktober 1993) war ein deutscher Bibliothekar, Heimatkundler und Genealoge.

## Leben
Fritz Verdenhalven besuchte eine Schule in Verden und dann bis 1930 das Realgymnasium Lüneburg. In Hamburg absolvierte er eine Ausbildung zum Export-Kaufmann. Aufgrund der hohen Arbeitslosigkeit in der Weimarer Republik leistete er freiwilligen Arbeitsdienst. Ab 1934 trat er der Reichswehr als Berufssoldat bei und kämpfte als solcher im Zweiten Weltkrieg. Kurz vor Kriegsende wurde Verdenhalven verwundet. Nach Kriegsgefangenschaft arbeitete er bei der Bezirksregierung Minden als Dolmetscher und später auch als Bibliothekar. 1947 wurde durch die Lippische Punktationen der Sitz der Bezirksregierung nach Detmold verlegt, und so kam auch Verdenhalven 1948 ins Lipperland. Im selben Jahr trat er eine Stelle bei der Lippischen Landesbibliothek an, wechselte 1956 als Bibliothekar zur Bezirksregierung Detmold und arbeitete schließlich von 1968 bis zum Eintritt in den Ruhestand am 1. Oktober 1976 beim Staatsarchiv Detmold.
Er verstarb am 10. Oktober 1993 im Alter von 82 Jahren nach einer schweren Krankheit.

## Werke
Als aktives Mitglied des Naturwissenschaftlichen und Historischen Vereins für das Land Lippe hat Fritz Verdenhalven zahlreiche Artikel im Periodikum Lippische Mitteilungen aus Geschichte und Landeskunde veröffentlicht.
Weitere Werke erschienen als Sonderveröffentlichungen des NHV, in Zusammenarbeit mit dem Lippischen Heimatbund oder auch unabhängig davon.
- Salbücher der Grafschaft Lippe von 1614 bis etwa 1620, Münster 1969 (in Zusammenarbeit mit Herbert Stöwer)
- Die Wohnplätze im Regierungsbezirk Detmold, Detmold 1963
- Familienkundliches Wörterbuch, Neustadt a.d. Aisch 1964
- Alte Maße, Münzen und Gewichte aus dem deutschen Sprachgebiet, Neustadt a.d. Aisch 1968
- Kleiner historischer Städtenamen-Schlüssel für Deutschland und die ehemaligen deutschen Gebiete, Neustadt a.d. Aisch 1970
- Namensänderungen ehemals preußischer Gemeinden von 1850–1942, Neustadt a.d. Aisch 1971
- Die lippischen Landschatzregister von 1535, 1545, 1562, 1572, Münster 1971
- Die alten und die neuen Gemeinden im Regierungsbezirk Detmold nach Abschluss der kommunalen Neugliederung, Stand 1. Januar 1975. Detmold 1975
- Bürgerbuch der Stadt Driburg 1681 bis 1877 (Studien und Quellen zur westfälischen Geschichte, Band 15), Paderborn 1975 (in Zusammenarbeit mit Hans-Walter Wichert)
- Barntrups Einwohner im Jahre 1776 und ihre genealogischen Verbindungen. Zum 600-jährigen Bestehen der Stadt Barntrup, Göttingen 1976
- Detmold in alten Ansichten, Zaltbommel/Niederlande 1977 (in Zusammenarbeit mit Peter Veddeler)
- Bürgerbuch der Stadt Detmold von 1635 bis 1885 (Lippische Geschichtsquellen, Band 7), Detmold 1977
- Detmold Anno dazumal, Lemgo 1979
- Die Auswanderer aus dem Fürstentum Lippe (bis 1877), nach ungedruckten und gedruckten Quellen gesammelt und bearbeitet, Detmold 1980
- Kriegstagebücher und Briefe von Offizieren des Bataillons Lippe aus napoleonischer Zeit (Lippische Geschichtsquellen, Band 14), Lemgo 1985
- Bürgerbuch der Stadt Lügde von 1726 bis 1858 (Lippische Geschichtsquellen, Band 20), Detmold 1992
- Begriffe, Daten, Fakten und Ereignisse zur Ostwestfälisch-lippischen Regionalkunde und Geschichte, Detmold 1993
- Die Auswanderer aus dem Fürstentum Lippe (1878–1900), nach ungedruckten und gedruckten Quellen gesammelt und bearbeitet, Bielefeld 1995
- Das Diarium Lippiacum des Amtmannes Anton Henrich Küster 1731 (Lippische Geschichtsquellen, Band 22), Detmold 1998 (in Zusammenarbeit mit Hanns-Peter Fink)